# Barão de Nossa Senhora da Oliveira
Barão de Nossa Senhora da Oliveira é um título nobiliárquico criado por D. Luís I de Portugal, por Decreto de 2 de Agosto de 1870, em favor de Manuel Inácio da Silveira, Fidalgo-Cavaleiro da Casa Real Fidalgo cavaleiro da Casa Real, por alvará de 4 de dezembro de 1835. Nasceu em Ponta Delgada a 16 de janeiro de 1801, onde também faleceu a 2 de março de 1881. Era filho de Jacinto Inácio da Silveira, cavaleiro professo na Ordem de Cristo, negociante em Ponta Delgada, e de D. Jacinta Rosa de Medeiros de Miranda de Araújo. Casou em Londres a 20 de julho de 1837 com D. Maria Isabel Gago da Câmara, filha de Gil Gago da Câmara, e de D. Branca Guilhermina de Medeiros do Canto. 
Titulares
1. Manuel Inácio da Silveira, 1.º Barão de Nossa Senhora da Oliveira (1870-1881)